# Kaple svaté Kateřiny (Želetava)
Kaple svaté Kateřiny (případně kostel svaté Kateřiny či případně kostel svaté Kateřiny Alexandrijské) je hřbitovní kostel resp. kaple v římskokatolické farnosti Želetava, nachází se na návrší v jihovýchodní části obce na uprostřed hřbitova v obci Želetava. Kostel je jednolodní pozdně renesanční stavbou s následnými úpravami, kostel má polygonální závěr a v průčelí čtyřbokou hranolovou věž s jehlanovou střechou. Kostel je chráněn jako kulturní památka České republiky.

## Historie
Na místě hřbitovního kostela dříve snad stával malý hrad se dvorcem.
Kostel byl postaven přibližně v polovině 14. století (jinde též uváděn rok vzniku 1583), později byl v osmnáctém (postavena barokní kostnice a rozšířena výbava kostela) i v devatenáctém (nejvíce oprav proběhlo mezi lety 1888 a 1889, kdy byl upraven kostel i okolí kostela a rozšířen a upraven přilehlý hřbitov) století přestavěn a získal dnešní podobu. Věž byla postavena v roce 1809. Ve dvacátém století byl kostel opět upraven, resp. došlo k úpravám střechy věže. Od roku 1991 již není využíván a je v nevyhovujícím stavu, od roku 1998 byl kostel částečně opraven, k usazení šindelové střechy došlo v roce 2000 a byla zrekonstruována střecha, aby nedošlo k nevratnému poškození a v roce 2003 byl pak na věž kostela usazen kříž. Kostel se v roce 2011 stal opakovaně terčem útoků neznámých vandalů.